# Кошерел
Кошерел (фр. Cocherel) је насељено место у Француској у региону Париски регион, у департману Сена и Марна.
По подацима из 2011. године у општини је живело 614 становника, а густина насељености је износила 76,75 становника/km².

## Демографија
| 1962. | 1968. | 1975. | 1982. | 1990. | 2011. |
| ----- | ----- | ----- | ----- | ----- | ----- |
| 280   | 233   | 209   | 238   | 447   | 614   |